# دره سید
دره سید، روستایی در دهستان میانکوه شرقی بخش افرینه شهرستان معمولان در استان لرستان ایران است.
دره سید.[ دَرْ رَ س َی ْ ی ِ ](اِخ) 
دهی است از دهستان بالا گریوه بخش ملاوی شهرستان خرم آباد. 
واقع در 52 هزارگزی خاور راه شوسه خرم آباد به اندیمشک، با 300 تن سکنه. 
آب آن از چشمه بیدبهشت و راه آن مالرو است. 
بنای بقعه ای بنام دره سید دارد که جد سادات آهوقلندری لرستان می باشد و بنای قبلی آن از آثار قدیم بوده است و در حال حاضر بازسازی شده است و ساکنین آن از طوایف نجفوند  هستند در تابستان آب و هوای بسیار مطبوعی دارد و در فصل زمستان پوشیده از برف است ، در فصل بهار گیاهان دارویی بسیاری از جمله ، چای کوهی ، آویشن و....در کوههای آن می رویند .در دی ماه تا انتهای اسفند پوشیده از برف است و گردنه انتهای آن ، مکان بسیار خوبی برای ایجاد پیست اسکی است.و در روزهای آخر هفته از استان همجوار خوزستان افراد زیادی جهت تفریح و برف بازی به این مکان مراجعه می نمایند . ( از فرهنگ جغرافیایی ایران ج 6 ).

## جمعیت
بر پایه سرشماری عمومی نفوس و مسکن در سال ۱۳۹۵، جمعیت این روستا برابر با ۱۰ نفر (۵ خانوار) بوده‌است.